# 歯垢

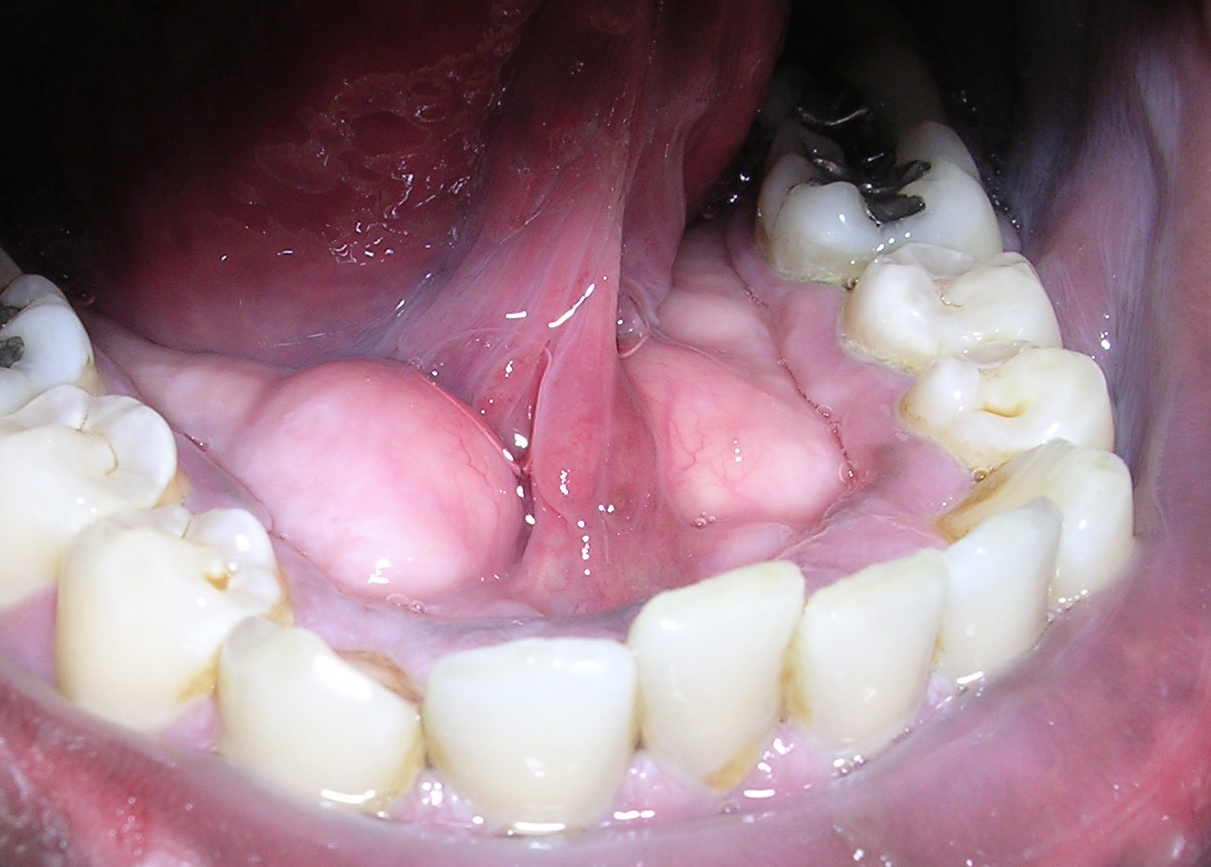
歯垢の一例。歯と歯肉との境の黄色い部分が歯垢である。

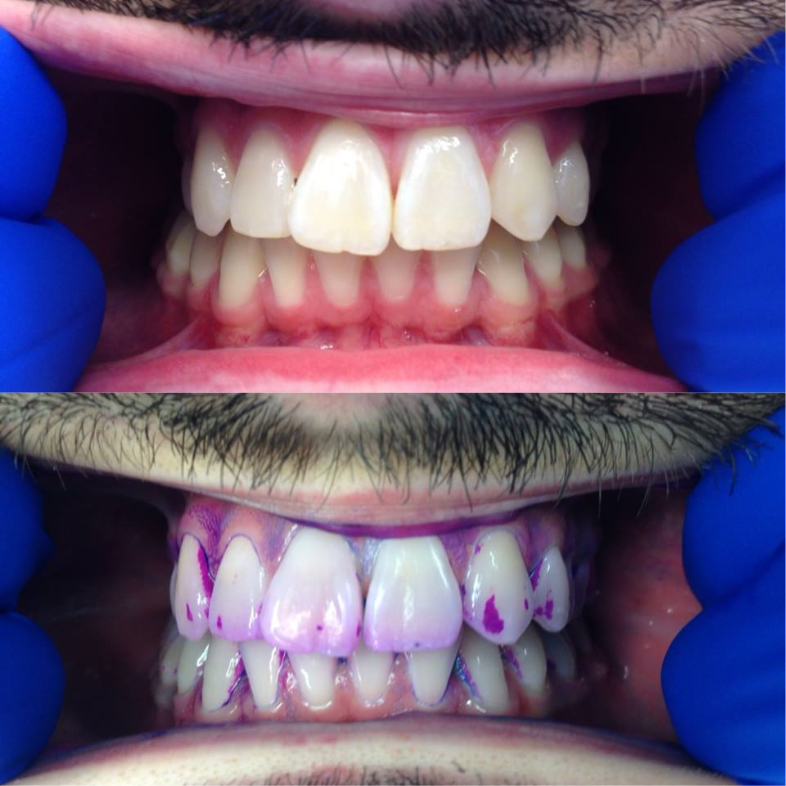
歯垢染色ジェルによって可視化された歯垢

歯垢（しこう）とは一般に歯表面に付着した黄白色を帯びた粘着性の微生物叢を指す。食事の後8時間で食べかすの中で細菌が増殖して歯垢になる。デンタルプラーク (dental plaque)、また単にプラーク、歯糞、歯屎（はくそ）、歯滓（はかす）、バイオフィルムとも。
歯との接触面は唾液由来の獲得被膜（ペリクル）と呼ばれる被膜で覆われており、細菌が段階的に吸着してプラークバイオフィルムが形成される。歯垢は歯磨き、洗口液で除去出来る。歯垢が石灰化すると歯石となる。

## 概要
歯垢
歯垢の有機質成分は約70 %が微生物で、その大半は細菌（口腔常在菌）とその代謝物である。
口腔内の清掃状態によって細菌が変化し、歯周病やう蝕など様々な疾患の原因となる他、口臭等を誘発する事が知られている。
口腔内の歯垢の分布は、歯垢染色剤によって容易に調べることができる。
日常的な口腔清掃（歯ブラシやデンタルフロスなど）によって大部分を除去できるが、全てを除去することは困難である。
除去しにくい部位（特に歯の噛み合わせの面、歯と歯の間の面、歯と歯茎の間）は、歯垢が蓄積した結果、う蝕と歯周病の好発部位となるので、歯科医院でPMTCを定期的に行うのが望ましい。
歯石
歯垢が石灰化し、歯表面に張り付いたものを歯石と呼ぶ。歯科医院等でなければ除去は難しい。

## 細菌
歯垢の細菌は、その時期により大きく変わる。歯垢付着直後は通性嫌気性菌が多いが、成熟するにつれ、偏性嫌気性菌が増加する。
1人の人間の口内には、500‐700種以上が生息している場合がある。
歯垢の細菌については「口腔細菌学（口腔微生物学）」を参照。
ストレプトコッカス・ミュータンス由来の酵素グルカンスクラーゼによりグルカン（水溶性グルカンのデキストラン）が合成され、グルカンは食べカスや他の口腔細菌を巻き込んで歯垢を形成する。

## う蝕
歯垢の増加はう蝕（虫歯）の大きな要因となる。食事を摂取後、しばらくの間、歯垢のpH（水素イオン指数、溶水の酸性、アルカリ製の程度）は歯の脱灰の臨界pH（一般に5.5前後とされるが、歯の石灰化度により大きく変動する）を下回る。これは歯垢を構成するう蝕原因菌が食料の糖質を代謝により酸に変えるためであり、産生された酸により歯が脱灰され、う蝕となる。なお、このpHは唾液の作用により数十分後には臨界pHを上回る。これを再石灰化という。

## 歯周病
歯垢の増加は歯周病の大きな要因ともなる。歯周病は大きく歯肉炎の段階と歯周炎の段階に分けられるが、数日歯を磨かないと歯垢がたまって容易に歯肉に炎症が起きる。この段階で口腔内を清潔にすると歯肉炎は治癒する。